# 신칸센 L0계
신칸센 L0계(일본어: 新幹線L0系)는 도카이 여객철도(JR東海)가 2027년 개업 예정인 주오 신칸센(시나가와역 - 나고야역) 노선의 영업용 차량으로 제작한 JR 자기부상철도「리니어 모터카」(자기부상열차) 차량이다. 형식명 「L」은 Linear(리니어)를, 「0」은 첫 번째 세대를 의미한다.
2027년에 주오 신칸센 개통시 도쿄 (시나가와)에서
나고야까지 40분이 소요될 것이고, 오사카까지 1시간 7분 소요될 것이다.

## 구조
2011년 9월까지 주행 시험에 사용된 실험 차량 MLX01을 기반으로 하며, 선두부 형상은 MLX01-901A을 기반으로 더 날렵하게 변경하였다. 선두 차량의 차체 길이는 28m, 노즈 부분의 길이는 15m이다. 객실 공간을 확보하기 위해 차체 단면은 사각형으로 되어 있다. 도카이도 신칸센의 기존 도장과 유사한 이미지로 흰색 바탕에 파란색 선을 사용하여 도장하였다.
2012년 11월에 최초로 제작되어 일반인에게 공개되었다.

## 예정
야마나시 리니어 시험선에서의 시험 주행을 위해 선두차 4량, 중간차 10량 등 총 14량이 제작될 예정이다. 제조는 닛폰 차량제조와 미쓰비시 중공업이 담당한다. 14량 중 5량(선두차 2량, 중간차 3량)의 대차를 제외한 차체가 2012년 11월 22일에 차량 기지에 반입되었으며, 2013년 6월 3일 대차를 설치한 5량 편성이 공개되었다. 이후 야마나시 시험선 전 구간(42.8 km)을 이용하여 2013년 9월에는 7량 편성으로, 2014년 6월 25일에는 12량 편성으로 시험 주행을 시작하였다.

## 같이 보기
- 고속철도
- 신칸센
- 트란스라피드